# ラッセル車

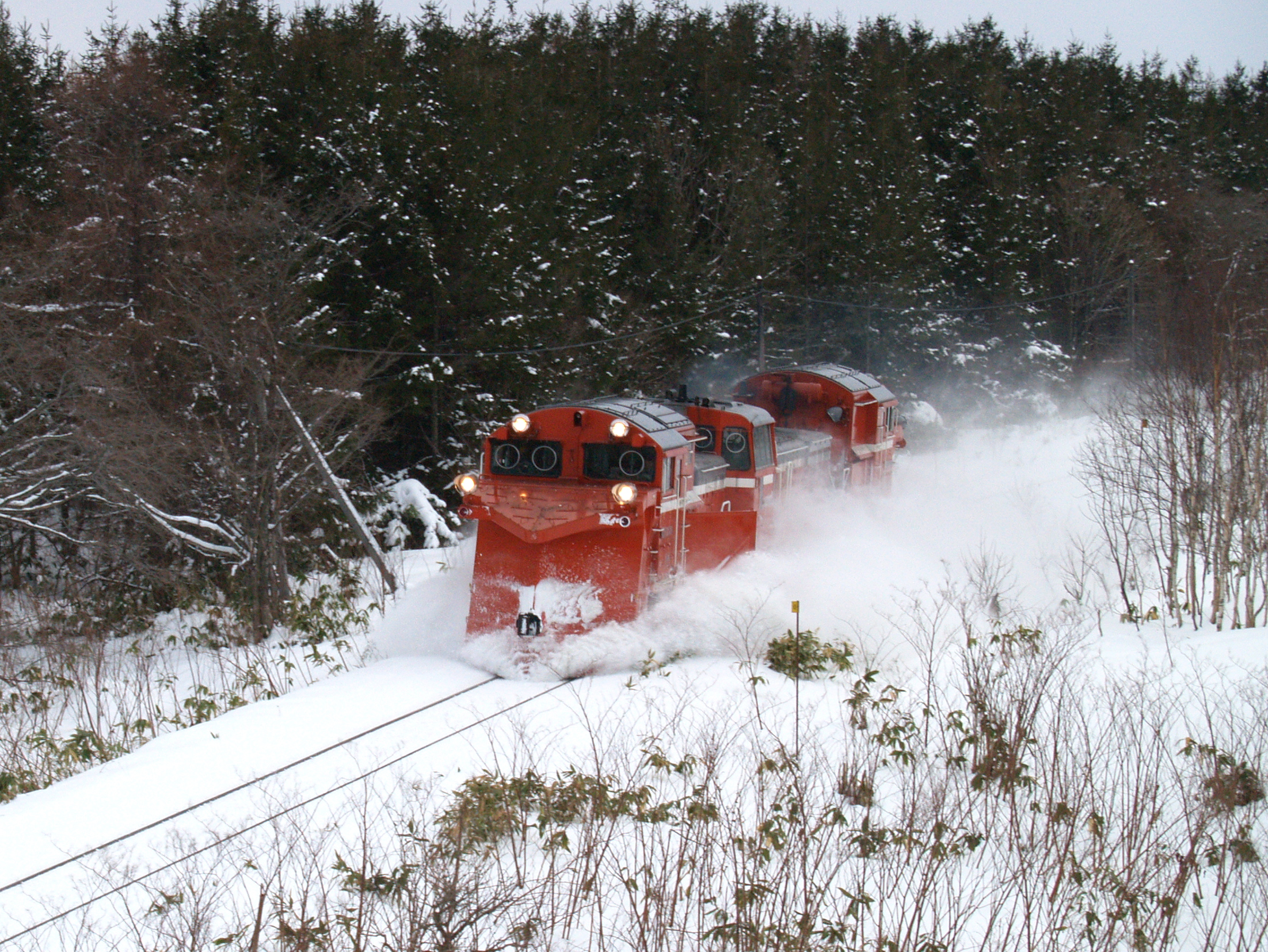
稼動中のラッセル車 DE15形ディーゼル機関車（北海道・宗谷本線 下沼駅-豊富駅間）

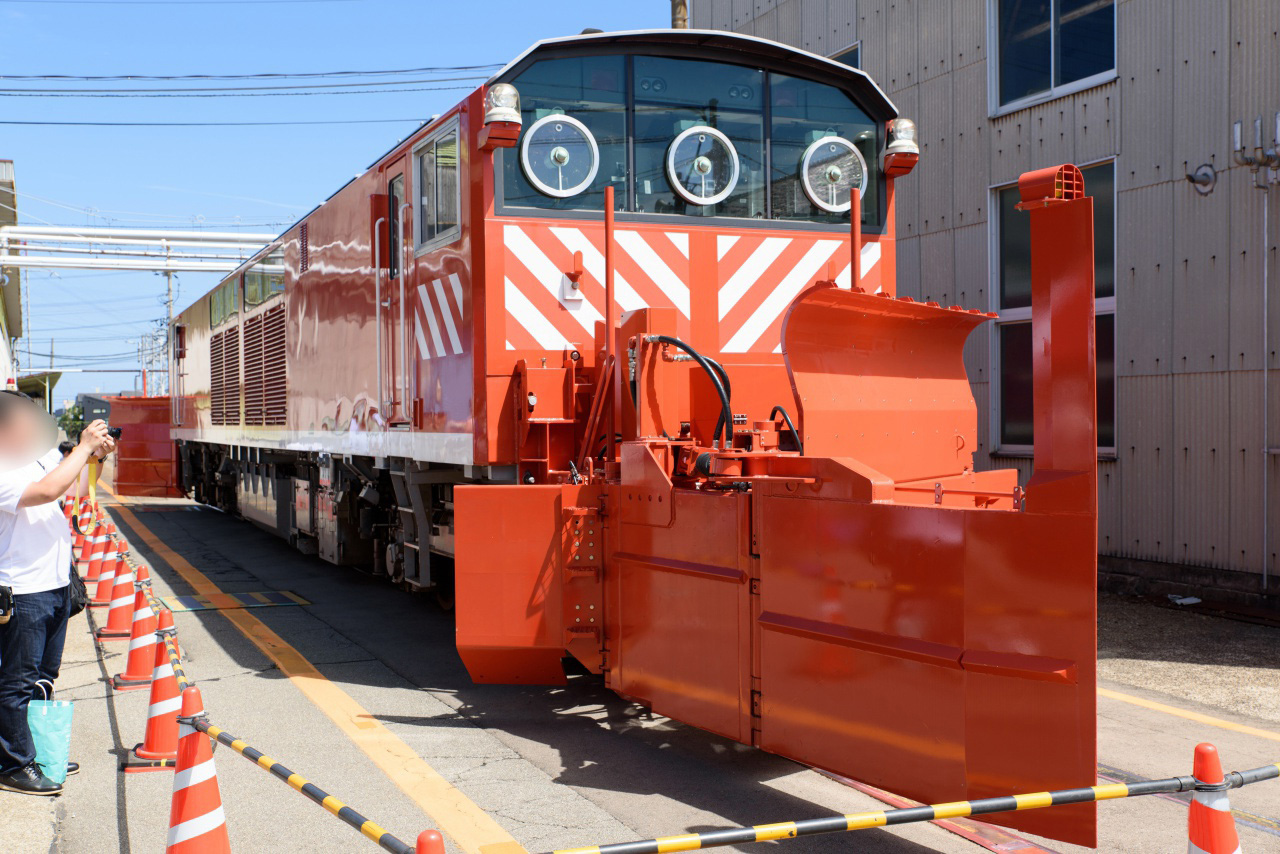
JR化後に新製されたラッセル車 キヤ143形気動車

ラッセル車（ラッセルしゃ）とは、除雪用車両の一種である。「ラッセル」とは、ラッセル車の開発元である米国ラッセル社(en:Russel Wheel and Foundry Company)に由来する。

## 概略
車両の前方に排雪板（ブレード）を装着し、進行方向の片側もしくは両側に雪を掻き分ける。雪が少ない地域や豪雪地域の初期除雪に活躍する。
豪雪時など、雪を押しつけたり排雪したりするスペースが無くなる場合には運用できない。その場合には、ロータリー車で投雪するか、ブルドーザーなどの重機で掻き壊してトラックなどで排雪することとなる。
道路ではモーターグレーダーなどが用いられる。鉄道では雪掻車のキ100形、ディーゼル機関車の先頭部にラッセル装置を取り付けたDD15形ディーゼル機関車、ディーゼル機関車の前後にラッセルヘッド車を連結したDE15形ディーゼル機関車などがある。